# Będomińskie Jezioro
Będomińskie Jezioro (kasz. Jezoro Bãdomińsczé Wiôldżé) – jezioro wytopiskowe położone na Pojezierzu Kaszubskim na obszarze gminy Nowa Karczma.
Według urzędowego spisu opracowanego przez Komisję Nazw Miejscowości i Obiektów Fizjograficznych (KNMiOF) nazwa tego jeziora to Będomińskie Jezioro. W różnych publikacjach i na mapach topograficznych jezioro to występuje pod nazwą Jezioro Bendomińskie, Jezioro Będomińskie Duże.
Powierzchnia zwierciadła wody według różnych źródeł wynosi od 7,7 ha przez 7,81 ha do 10,0 ha.
Zwierciadło wody położone jest na wysokości 180 m n.p.m. lub 182,1 m n.p.m. Średnia głębokość jeziora wynosi 2,9 m, natomiast głębokość maksymalna 5,5 m lub 4 m.
Wschodnia linia brzegowa jeziora jest porośnięta lasem, na południu sąsiaduje z jeziorem Będomińskim Małym.